# Medailové pořadí na Zimních olympijských hrách 1976
Toto je medailové pořadí zemí na Zimních olympijských hrách 1976, které se konaly v Innsbrucku ve Rakousku od 4. února 1976 do 15. února 1976. Těchto her se zúčastnilo 1123 sportovců z 37 zemí v 37 disciplínách v 6 sportech.

## Počet medailí
Toto je kompletní tabulka počtu medailí udělených na Zimních olympijských hrách 1976 podle údajů Mezinárodního olympijského výboru.
| Pořadí | Země                                 | Zlato | Stříbro | Bronz | Celkem |
| ------ | ------------------------------------ | ----- | ------- | ----- | ------ |
| 1      | Sovětský svaz (URS)                  | 13    | 6       | 8     | 27     |
| 2      | Německá demokratická republika (GDR) | 7     | 5       | 7     | 19     |
| 3      | Spojené státy americké (USA)         | 3     | 3       | 4     | 10     |
| 4      | Norsko (NOR)                         | 3     | 3       | 1     | 7      |
| 5      | Západní Německo (FRG)                | 2     | 5       | 3     | 10     |
| 6      | Finsko (FIN)                         | 2     | 4       | 1     | 7      |
| 7      | Rakousko (AUT)                       | 2     | 2       | 2     | 6      |
| 8      | Švýcarsko (SUI)                      | 1     | 3       | 1     | 5      |
| 9      | Nizozemsko (NED)                     | 1     | 2       | 3     | 6      |
| 10     | Itálie (ITA)                         | 1     | 2       | 1     | 4      |
| 11     | Kanada (CAN)                         | 1     | 1       | 1     | 3      |
| 12     | Velká Británie (GBR)                 | 1     | 0       | 0     | 1      |
| 13     | Československo (TCH)                 | 0     | 1       | 0     | 1      |
| 14     | Lichtenštejnsko (LIE)                | 0     | 0       | 2     | 2      |
| 14     | Švédsko (SWE)                        | 0     | 0       | 2     | 2      |
| 16     | Francie (FRA)                        | 0     | 0       | 1     | 1      |
| Celkem | Celkem                               | 37    | 37      | 37    | 111    |